# كلبسيلة سنغافورية
كلبسيلة سنغافورية (الاسم العلمي:Klebsiella singaporensis ) هي نوع من البكتيريا تتبع جنس الكلبسيلة من فصيلة الأمعائيات.